# Tínosz
Tínosz (görög írással Τήνος) sziget az Égei-tengerben, Görögország területén. A Kükládok szigetcsoport tagja, Ándrosztól délkeletre. Hegyes-dombos sziget.
A velenceiek 500 éven keresztül birtokolták (1207-1712), hosszabb ideig, mint Görögország bármely más részét, ezért szokatlan módon a szigetlakók nagy része római katolikus vallású. A sziget ismert zarándokhelye, a Panajia Evanghelisztria-székesegyház azonban görögkeleti.
A székesegyház 1922-ben épült és egyik ikonját, a Tínoszi Madonnát csodatevőnek tartják. Minden év március 25-én és augusztus 25-én zsúfolásig megtelt hajók kötnek ki Tínosz városka kikötőjében és hívők ezrei keresik fel a csodatevő ikont, gyógyulást vagy titkos vágyaik beteljesülését remélve.
A sziget népi építészetének jellegzetességei az ún. galambházak.
Tínosz a márványáról is híres.

## Közigazgatási beosztás
| Önkormányzat | Görög név                    | Adminisztratív kód | Terület (km²) | Lakosság 2001-ben | Lakosság 2011-ben | Önkormányzat (Δημοτική /Τοπική Κοινότητα)                                            | Fekvés |
| ------------ | ---------------------------- | ------------------ | ------------- | ----------------- | ----------------- | ------------------------------------------------------------------------------------ | ------ |
| Tinos        | Δημοτική Ενότητα Τήνου       | 700101             | 022,8         | 5203              | 5744              | Tinos, Dyo Choria, Triandaros                                                        |        |
| Exomvourgo   | Δημοτική Ενότητα Εξωμβούργου | 700102             | 138,2         | 2692              | 2403              | Xinara, Kambos, Agapi, Kalloni, Kardiani, Ktikados, Komi, Steni, Ysternia, Falatados |        |
| Panormos     | Δημοτική Ενότητα Πανόρμου    | 700103             | 033,4         | 0679              | 0489              | Panormos                                                                             |        |
| Összesen     | Összesen                     | 7001               | 194,4         | 9003              | 8636              |                                                                                      |        |

## Éghajlat
Tínosz jellemző éghajlatai adatai:
| Hónap       | Jan   | Feb   | Már   | Ápr   | Máj   | Jún   | Júl   | Aug   | Szep  | Okt   | Nov   | Dec   |
| Hőm. max.   | 14 °C | 15 °C | 16 °C | 19 °C | 22 °C | 26 °C | 28 °C | 28 °C | 26 °C | 23 °C | 19 °C | 15 °C |
| Hőm. min.   | 10 °C | 10 °C | 11 °C | 13 °C | 17 °C | 21 °C | 23 °C | 24 °C | 21 °C | 19 °C | 15 °C | 12 °C |
| Esős nap    | 8     | 7     | 5     | 5     | 3     | 0     | 0     | 0     | 2     | 2     | 6     | 11    |
| Szél (km/h) | 29    | 30    | 26    | 20    | 21    | 23    | 23    | 26    | 23    | 26    | 23    | 28    |

## Fordítás
Ez a szócikk részben vagy egészben  a   Tinos című német Wikipédia-szócikk fordításán alapul.  Az eredeti cikk szerkesztőit annak laptörténete sorolja fel. Ez a jelzés csupán a megfogalmazás eredetét és a szerzői jogokat jelzi, nem szolgál a cikkben szereplő információk forrásmegjelöléseként.